# Campoplex punctulatus
Campoplex punctulatus là một loài tò vò trong họ Ichneumonidae.